# Мариямполе
 Тази статия е за града в Литва.  За общината вижте Мариямполе (община).  
Мария̀мполе (на литовски: Marijampolė) е град в южна Литва. Административен център е на Мариямполски окръг, Мариямполска община, както и на селската Мариямполска енория, без да е част от нея. Населението му е около 35 987 души (2017).

## География
Мариямполе е главният град на историческата област Сувалкия. Разположен е на двата бряга на река Шешупе и заема площ от 21 km².

## История
Селището се споменава за пръв път през 1667 година под името Пашешупе. През XVIII век селото, което по това време е владение на Католическата църква, се превръща в пазарно градче, наричано Старпол. През 1765 година е тежко засегнато от пожар, след който на мястото му е основан манастир на Марианския орден. Около него се образува ново селище, който получава името Мариямпол. През 1792 година градчето получава градски статут с магдебургско право.

## Население
Населението на града възлиза на 46 261 души (2010). Гъстотата е 2203 души/км2.
Демография
- 1800 – 1178 души
- 1844 – 2984 души
- 1897 – 6777 души
- 1939 – 15 768 души
- 1959 – 19 621 души
- 1979 – 38 824 души
- 1989 – 50 887 души
- 2010 – 46 261 души

## Управление
Административно градът е разделен на 3 енории.
- Дегучу
- Моколу
- Нарто

## Спорт
ФК Судува Мариямполе е литовски футболен клуб.

## Градове партньори
| - Вибор, Дания - Бергиш Гладбах, Германия - Черняховск, Русия - Кокола, Финландия | - Сувалки, Полша - Пьотърков Трибуналски, Полша - Община Квам, Норвегия - Рогожно, Полша |